# Ryan Sessegnon
Kouassi Ryan Sessegnon (18 de maig de 2000) és un futbolista professional anglès que juga de carriler esquerre o lateral esquerre pel Tottenham Hotspur FC de la Premier League.